# Božan Šimović
Božan Šimović (Zvirovići, Čapljina, 7. srpnja 1959. – 8. studenoga 1992.) bio je prvi zapovjednik Postrojbe za posebne namjene "Ludvig Pavlović". Poginuo je 8. studenog 1992. predvodeći svoje vojnike na Hodovskoj visoravni, naletjevši na minu tijekom operacije Bure. Na njegovu glavu JNA je raspisala nagradu od 1000 maraka.

## Životopis
Kada je osnovan HDZ on je bio jedan od zastupnika HDZ-ove politike u Čapljini. Vojnu obuku završio je u Puli. 
Dana 7. listopada 1991. Šimović je zajedno sa još petoricom pripadnika HOS-a pod njegovim zapovjedništvom (Ante Bubalo, Milko Ljubičić Kikaš, Ante Mandić, Ante Bautović i Ante Rodin) “otišao” sa položaja u Konavlima te se prebacio na otok Šipan gdje je priveo diverzanta Hrvatske ratne mornarice Igora Bušelića, kojeg su nakon brutalnog mučenja likvidrali.
U početku je bio u jedinici Kralj Tomislav, ali se ona poslije raspala te je dosta boraca otišlo u "Pauke", dok je grupa boraca s Božanom otišla put Čapljine gdje su osnovali svoju vojnu jedinicu. Prvi im je uspjeh bio zauzimanje vojarne u Čapljini tijekom operacije Lipanjske zore. Ta ista baza nosit će poslije Božanovo ime. Poginuo je u bitkama koje su se vodile za četničko uporište u Hercegovini Šćepan Križ tzv. Kotu 690. U toj bitci Božan je izgubio život, dok je jedan vojnik dobio teže ozljede, a još četvorica lakše.
Visoki časnik HVO-a general Slavko Puljić je u razgovoru za suradnika časopisa Vojne povijesti izjavio da je uvjeren kako bi, da su Šimović i još neki poput Ludviga Pavlovića, Tvrtka Miloša i Tihomira Mišića ostali na životu, tijek rata u Mostaru bio drukčiji te da se neki loši događaji koji su uslijedili nikad ne bi dogodili.

## Pjesma
Ovu je pjesmu Božan šimović napisao dana 23. siječnja 1991. godine na zidu Doma kulture U Čapljini:
Noć se ruši sve umire iz očiju pobjeda sja
Croatijo kad sunce izađe s tobom hoći biti i ja.
Croatijo povedi me putem istine i snage protiv zla
Croatijo povedi me za Tebe hoću boriti se ja.
Nitko te ne može slomiti Croatijo nek' svatko zna
nad mržnjom iz očiju pobjeda sja
O Bože daj mi snage da izdržim za Croatiu život dat ću ja.
Croatijo majko povedi me tamo gdje sunce sja
o Bože daj mi snage da izdržim za Croatiu život dat ću ja.